# Les Frettes - Massif des Glières
Les Frettes - Massif des Glières este o arie protejată (sit de importanță comunitară — SCI) din Franța întinsă pe o suprafață de 8.069,8 ha, integral pe uscat.

## Localizare
Centrul sitului Les Frettes - Massif des Glières este situat la coordonatele 45°57′23″N 6°19′10″E / 45.95639°N 6.31937°E.

## Înființare
Situl Les Frettes - Massif des Glières a fost declarat arie specială de conservare în baza directivei 92/43 din 1992 referitoare la conservarea habitatelor naturale și a faunei și florei sălbatice pentru a proteja 2 specii de plante și 7 specii de animale.

## Biodiversitate
Situată în ecoregiunea alpină, aria protejată conține 21 de habitate naturale: Mlaștini turboase de tranziție și turbării mișcătoare, Pante stâncoase calcaroase cu vegetație casmofită, Păduri de fag Asperulo-Fagetum, Păduri montane și subalpine de Pinus uncinata (* dezvoltate pe substrat gipsos sau calcaros), Fânețe montane, Grohotișuri calcaroase și de șisturi calcaroase de la nivelul montan până la nivelul alpin (Thlaspietea rotundifolii), Păduri acidofile de Picea de la nivel montan la nivel alpin (Vaccinio-Piceetea), Pajiști alpine și boreale, Liziere de ierburi înalte hidrofile de câmpie și de nivel montan până la alpin, Formațiuni ierboase bogate în specii de Nardus, dezvoltate pe substraturi silicioase în zone montane (și în zone submontane, în Europa continentală), Păduri de fag subalpine medio-europene cu Acer și Rumex arifolius, Păduri de fag din Europa Centrală dezvoltate pe sol calcaros cu Cephalanthero-Fagion, Mlaștini alcaline, Păduri pe pante, grohotișuri și ravene de Tilio-Acerion, Lespezi calcaroase, Grohotișuri medio-europene calcaroase, de la nivel colinar și montan, Pajiști alpine și subalpine calcaroase, Mlaștini împădurite, Peșteri inaccesibile publicului, Pajiști uscate seminaturale și facies de acoperire cu tufișuri pe substraturi calcaroase (Festuco-Brometalia) (* situri importante pentru orhidee), Turbării active.
La baza desemnării sitului se află mai multe specii protejate:
- plante (2): papucul doamnei (Cypripedium calceolus), Eryngium alpinum
- mamifere (5): liliac cârn (Barbastella barbastellus), lupul (Canis lupus), râs eurasiatic (Lynx lynx), liliacul mare cu potcoavă (Rhinolophus ferrumequinum), liliacul mic cu potcoavă (Rhinolophus hipposideros)
- nevertebrate (2): fluturele auriu (Euphydryas aurinia), Phengaris teleius

Pe lângă speciile protejate, pe teritoriul sitului au mai fost identificate 5 specii de mamifere.